# Ахмед, Мохаммед Али
Мохаммед Али Ахмед (араб. أحمد محمد علي‎, англ. Ahmed Mohammed Ali, род. 24 ноября 1985[…]) — ливийский шоссейный велогонщик.

## Карьера
Самым удачным в карьере Али Ахмеда Мохаммеда стал 2007 год. На дебютном Туре Ливии помимо общей победы выиграл его первый этап. Стал победителем Тура Аэропортов. Завоевал бронзовую медаль в групповой гонке на Панарабских играх, проходивших в Каире (Египет). Стал третьим на чемпионате Ливии в групповой гонке. По итогам сезона стал третьим в итоговом рейтинге Африканского тура UCI.
В 2008 году выступил на Чемпионате Африки в индивидуальной гонке. 
За время своей карьеры принял участие в таких гонках как Тур Руанды, Тур Сенегала, Тур Марокко, Тур Аэропортов, Гран-при города Туниса, Тур Ливии, Гран-при Шарм-эль-Шейха, Гран-при Дохи, Тур Фармаце Централе, Кубок H. H. вице-президента,

## Достижения
2007
Тур Ливии
1-й в генеральной классификации
1-й этап
2-й этап на Тур Фармаце Централе
Тур Аэропортов
2-й на Гран-при Шарм-эль-Шейха
3-й на Гран-при города Туниса
3-й на Чемпионат Ливии — групповая гонка
3-й на Африканском туре UCI
 Панарабские игры — групповая гонка
2008
2-й на Кубок H. H. вице-президента
2-й на Гран-при Дохи
3-й на Чемпионат Ливии — групповая гонка
2010
2-й на Чемпионат Ливии — групповая гонка

## Рейтинги
| Год                 | 2007 | 2008 | 2009 |
| ------------------- | ---- | ---- | ---- |
| Азиатский тур UCI   | -    | 78-й | 83-й |
| Африканский тур UCI | 3-й  | 29-й | 65-й |
|                     |      |      |      |
| Источник: UCI       |      |      |      |